# Гордеенко, Гавриил Степанович
 Гавриил Степанович Гордеенко  (1805—1849) — профессор юридического факультета Харьковского университета.

## Биография
Родился в 1805 году в многодетной дворянской семье. Его младшие братья — Николай Степанович и Егор Степанович Гордеенки.
В 1825 году окончил Слободско-Украинскую гимназию и поступил в Харьковский университет, юридический факультет которого со степенью кандидата окончил спустя три года.
В 1831 году по представлению факультета, начал преподавать студентам русское гражданское и уголовное право. В 1833 году защитил диссертацию «Разбор основных начал науки уголовного права» (Харьков, 1832) и получил степень магистра и в связи с увольнением Бабичева ему временно было поручено преподавание русского публичного права и судопроизводства. В 1834 году он был утверждён адъюнктом и он стал преподавать историю русского законодательства.
В мае 1837 года он был утверждён исполняющим должность экстраординарного профессора по кафедре законов полицейских и уголовных. После защиты в 1838 году диссертации «В чем должно состоять ученое уголовное законоведение в России в настоящее время?» получил степень доктора права и звание ординарного профессора по той же кафедре.
В 1841 году получил заграничную командировку в Германию, Францию и Италию. Находясь в Европе, тяжело заболел и вернулся только в 1844 году — с большим запасом сведений и расстроенным здоровьем.
Скончался 15 (27) апреля 1849 года.